# الظهارة (جبلة)

تعديل مصدري - تعديل

الظهارة هي إحدى قرى عزلة الشراعي بمديرية جبلة التابعة لمحافظة إب، بلغ تعداد سكانها 648 نسمة حسب تعداد اليمن لعام 2004.